# Yihuqiao
Yihuqiao är en köping i nordvästra Kina. Den ligger i Zhang härad i staden Dingxi i provinsen Gansu, omkring 140 kilometer söder om provinshuvudstaden Lanzhou. Antalet invånare är 14 811. Befolkningen består av 7 216 kvinnor och 7 595 män. Barn under 15 år utgör 20,0 %, vuxna 15-64 år 72 %, och äldre över 65 år 6,0 %.